# Frank de Marwicz
Frank de Marwicz (Friedrich Marwicz) (Német Birodalom, Frankfurt am Main, 1907. november 11. – ?) brit jégkorongozó.
Részt vett az 1930-as jégkorong-világbajnokságon, ahol a brit csapat az első körben kikapott a németektől 4–2-re és a 10. helyen végeztek. Ezen az egy mérkőzésen nem ütött gólt.
Az 1934-es jégkorong-világbajnokságon, a brit csapat az első körben, az A csoportba került, ahonnan nem jutottak tovább és a 7–12. helyért játszottak. Végül a 8. helyen végeztek. 5 mérkőzesen játszott és nem szerzett pontot.